# Фьоре, Джованни
Джованни Фьоре (англ. Giovanni Fiore) (род. 13 августа 1996, Лаваль, Квебек, Канада) — канадский профессиональный хоккеист, выступает за омский "Авангард".

## Биография
Фьоре выступал в QMJHL за несколько клубов. На драфте НХЛ не выбирался. В 2017 году подписал трехлетний контракт новичка с клубом "Анахайм Дакс". Также играл в фарм-клубе "Уток". 5 октября того же года дебютировал в НХЛ в матче против "Филадельфии Флайерз". Оставшуюся часть сезона провел в АХЛ.

Перед новым годом, 28 декабря 2018 года, был обменян в "Аризона Койотис" на Тревора Мёрфи. Играл за фарм-клуб "Йотисов". в 2019 году подписал контракт с "Торонто Марлис". Далее перешел в "Онтарио Рейн", набрал 3 очка.

В конце 2020 года подписал контракт с немецким клубом "Айсберен Берлин" до конца сезона 2020/2021 и набрал 36 (21+15) очков.

В июне 2023 подписал контракт с владивостокским "Адмиралом" из КХЛ. 
В конце 2024 года был обменян в "Авангард" на денежную компенсацию. 

22 марта 2025 года в матче с "Куньлунь Ред Стар" оформил первый хет-трик в КХЛ.

## Личная жизнь
Отец - Тони Фьоре.

Сам Джованни имеет итальянское происхождение.